# Палич
Палич (серб. Палић) — село в Сербії, належить до общини Суботиця Північно-Бацького округу в багатоетнічному, автономному краю Воєводина.

## Населення
Населення села становить 8266 осіб (2002, перепис), з них:
- мадяри — 4178 — 53,94%;
- серби — 1930 — 24,91%;
- хорвати — 399 — 5,15%;
- югослави — 351 — 4,53%;
- бунєвці — 335 — 4,32%;

Решту жителів  — з різних етносів, зокрема: чорногорці, румуни, німці і з десяток русинів-українців.